# 2002 na Alemanha
Esta é uma cronologia dos fatos acontecimentos de ano 2002 na Alemanha.

## Eventos
- 26 de abril: Um ex-aluno expulso mata 14 professores, duas alunas e um policial antes de se matar em uma escola da cidade de Erfurt, no leste da Alemanha.[1]
- 1 de julho: Um avião de passageiros russo e outro de carga da DHL colidem-se no ar na costa norte do Lago de Constança, no sul da Alemanha, matando 71 pessoas a bordo das duas aeronaves, incluindo 52 crianças.[2][3]
- 22 de setembro: As eleições gerais ocorrem na Alemanha.

## Mortes
- 1 de fevereiro: Hildegard Knef, atriz (n. 1925).
- 17 de junho: Fritz Walter, jogador de futebol (n. 1920).
- 7 de novembro: Rudolf Augstein, jornalista (n. 1923).